# Sagara Nagatsune
Sagara Nagatsune (相良 長毎?), también conocido como Sagara Yorifusa (相良 頼房?) fue un daimyō del período Azuchi-Momoyama al periodo Edo de la historia de Japón.
Nagatsune fue el segundo hijo de Sagara Yoshiharu y después de la muerte de su padre tomó el liderazgo del clan. Después de la campaña de pacificación de Kyushu, Nagatsune se convirtió en vasallo de Toyotomi Hideyoshi, por lo que estuvo presente durante las invasiones japonesas a Corea bajo las órdenes de Katō Kiyomasa. Después de la muerte de Hideyoshi, Nagatsune se unió al bando de Ishida Mitsunari, quien se opuso a Tokugawa Ieyasu durante la Batalla de Sekigahara. Durante dicho conflicto, Nagatsune fue el encargado de defender el Castillo Ōgaki.